# Конро (водохранилище)
Конро (англ. Lake Conroe, англ. Honea Reservoir) — водохранилище, расположенное в округах Монтгомери и Уолкер (Техас, США). Названо в честь одноимённого города, хотя на территории Конро расположена лишь малая часть озера, основная часть находится в Монтгомери и Уолкер. Озеро Конро на 70 процентов используется, как источник водоснабжения города Хьюстона.

## Физико-географическая характеристика и история создания
Площадь озера составляет 81,4 км², а его объём — 0,53 км³. Средняя глубина около 6 м, а наибольшая — 21 м. Длина — 41, ширина — 9,7, а длина всей береговой линии — 252,7 км. Прозрачность воды небольшая, в основном из-за окрашивания водорослями. Озеро находится на западной вилке реки Сан-Хасинто.
Озеро было создано в 1973 году совместным проектом Хьюстона и Советом по развитию водоснабжения Техаса, как альтернативное водохранилище для города Хьюстон. Заполнено в том же году.

## Флора и фауна
В озере растут различные виды водорослей. Также там водятся рыбы: большеротый окунь, сомообразные, синежаберный солнечник, гибридный полосатый окунь и краппи.

## Рекреационное использование
На данный момент идёт активное рекреационное использование. По берегам располагаются парки, поля для гольфа и теннисные корты. Самыми популярными видами рекреационного использования являются рыбалка, катание на лодках и воднолыжный спорт.

## Галерея

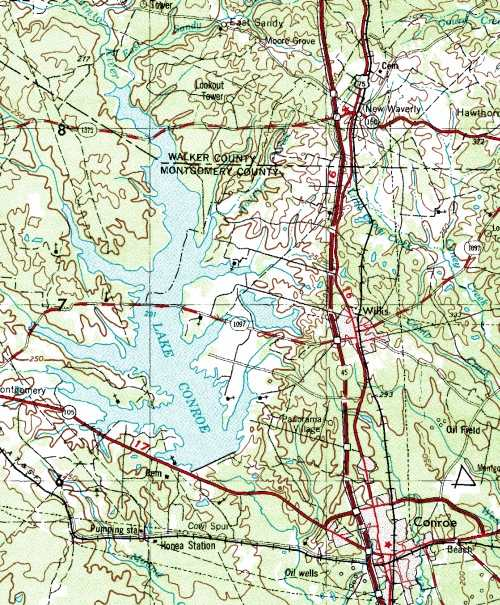
Озеро Конро и ближайшая местность на карте
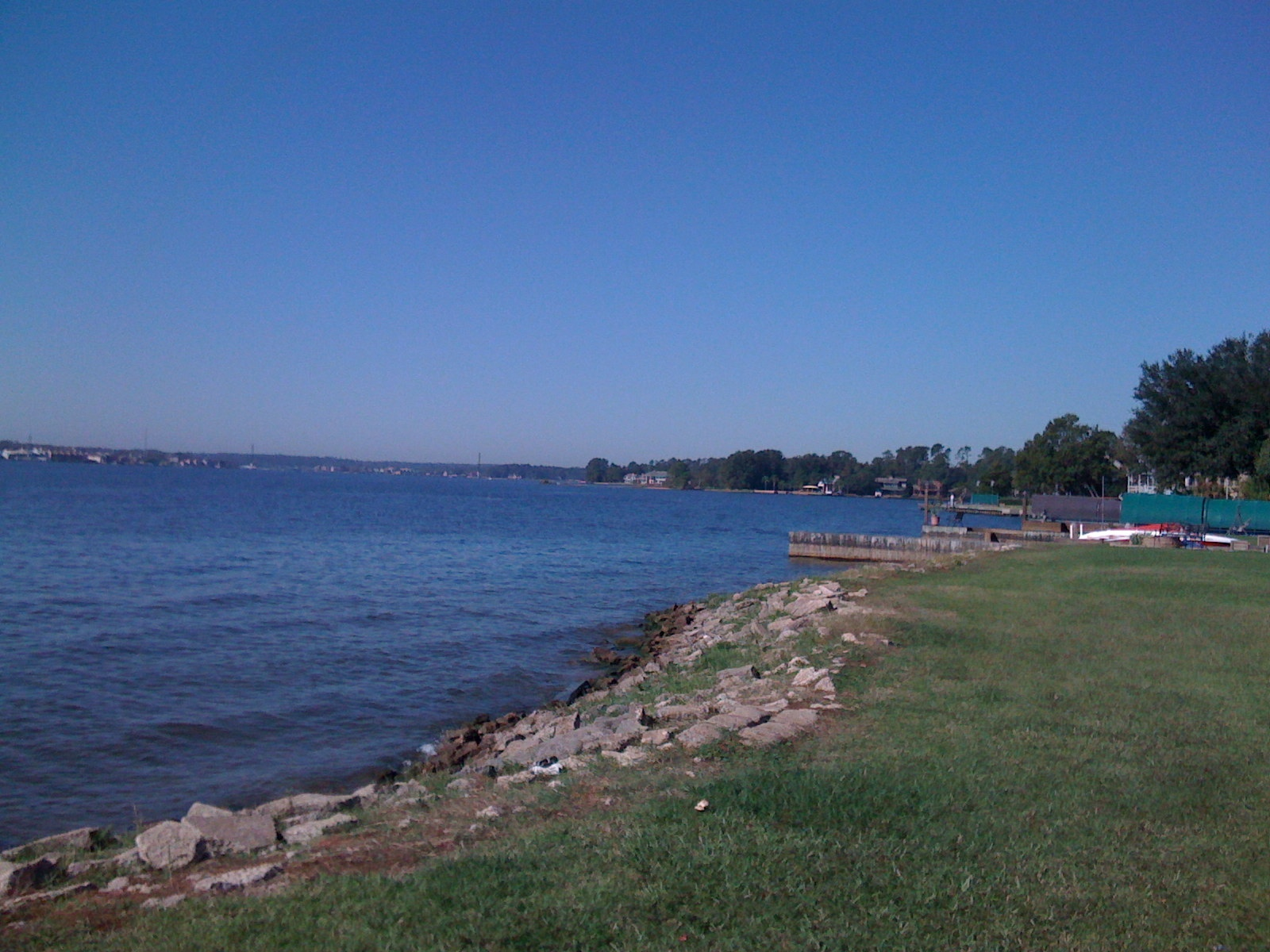
Побережье
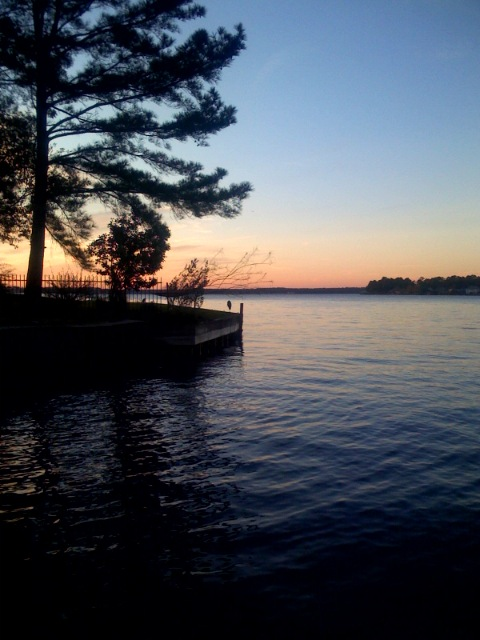
Закат